# 도곡초등학교 (전남)
도곡초등학교는 대한민국 전라남도 화순군 도곡면 천암리에 있는 공립 초등학교이다.

## 학교 연혁
- 1929년 11월 16일 도곡공립보통학교(4년제) 개교설립인가 10월 26일
- 1938년 4월 1일 도곡공립심상소학교로 개칭
- 1940년 4월 1일 6년제로 개편
- 1941년 4월 1일 도곡공립국민학교로 개칭
- 1966년 3월 1일 종성국민학교(주도분교장) 분리
- 1968년 7월 23일 도곡동국민학교 분리
- 1981년 3월 1일 병설유치원 개원(설립인가 1월 25일)
- 1992년 2월 29일 죽청분교장舊 도곡동국민학교 편입
- 1996년 3월 1일 현재 교명으로 개칭
- 1997년 3월 1일 죽청분교장 통합
- 2017년 3월 1일 제32대 임오숙 교장 부임
- 2020년 2월 11일 제88회 졸업 14명(총 4,339명)

## 참고 자료
- 도곡초등학교 - 한국교육학술정보원 학교알리미